# 迈泽图尔区
迈泽图尔区（匈牙利語：Mezőtúri járás），是匈牙利亚斯-瑙吉孔-索尔诺克州的一个区，总面积725.74平方公里，总人口28,191人（2011年），人口密度39人/平方公里。中心城市为邁澤圖爾。

## 市镇
迈泽图尔区包含两个城镇和3个村庄。